# Supermarine Swift
Supermarine 541 Swift byla jednomístná trysková stíhačka britského královského letectva vyráběná firmou Supermarine v padesátých letech dvacátého století.

## Vývoj

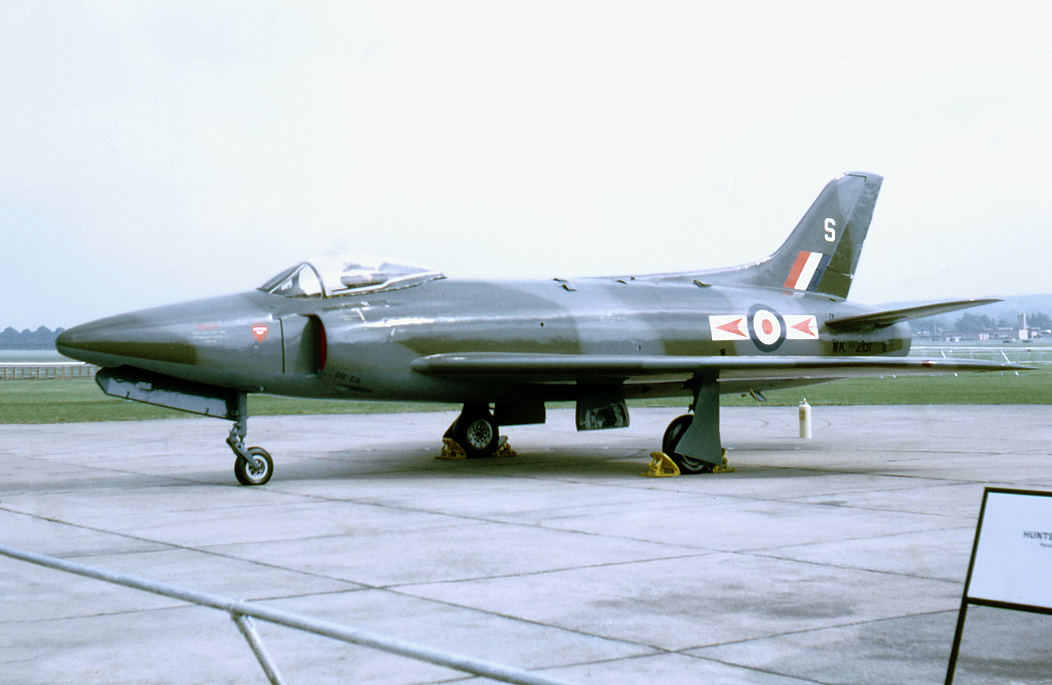
Swift FR.5 WK281

Supermarine 541 Swift F Mk.1 navazoval na pokusné letouny Supermarine 510 a Supermarine 535. Dva prototypy a stokusová série byly objednány v roce 1950, po zalétání prvního prototypu 5. srpna 1951 byla objednávka navýšena na 150 sériových letounů. Celková produkce F.1 nakonec dosáhla počtu 20 strojů. Za pohon byl zvolen jeden proudový motor Rolls-Royce Avon RA-7 o tahu 33,37 kN, hlavňovou výzbroj tvořila dvojice kanónů ADEN ráže 30 mm. První exempláře verze F Mk.1 byly k jednotkám Royal Air Force zařazeny v únoru 1954.
Následující verze F Mk.2 (16 kusů) dodávaná k operačním jednotkám od srpna 1954 měla výzbroj posílenou na čtyři kanóny, F Mk.3 byla navíc vybavena přídavným spalováním.
Další sériově vyráběná varianta letounu Supermarine Swift F Mk.4 byla vybavena plovoucí vodorovnou ocasní plochou. Prototyp „čtyřky“ (WK197) ustavil 5. července 1953 rychlostní rekord na trati Londýn-Paříž výkonem 1076,9 km/h. 25. září 1954 pilot Mike Lithgow se stejným letounem ustavil v Libyi nový světový rychlostní rekord hodnotou 1186,96 km/h. Nyní je vystaven v North East Aviation Museum v Sunderlandu. Letouny verzí F Mk.1 až F Mk.4 byly z aktivní služby vyřazeny již v květnu 1955.
V počtu 62 kusů byla vyrobena varianta FR Mk.5, určená pro taktický průzkum, která u jednotek RAF nahradila letouny Gloster Meteor FR Mk.9.
Poslední sériovou verzí bylo 12 letounů Supermarine Swift F Mk.7, které byly stavěny na základě prototypu z dubna 1956. Vyznačovaly se zvětšenou nosnou plochou, prodlouženým trupem a zcela postrádaly hlavňovou výzbroj. Používaly se výhradně pro zkoušky nových typů řízených střel.

## Specifikace (F Mk.1)

### Hlavní technické údaje
- Osádka: 1
- Rozpětí: 9,86 m
- Nosná plocha: 28,43 m²
- Délka: 12,63 m
- Výška: 4,11 m
- Maximální vzletová hmotnost: 9716 kg
- Pohonná jednotka: 1× jednohřídelový jednoproudový turbokompresorový motor Rolls-Royce RA.7 Avon
- Tah: 33,37 kN

### Výkony
- Max.rychlost: 1070 km/h
- Stoupavost u země: 76 m/s
- Dostup: 14 200 m
- Dolet: 790 km

### Výzbroj
- 2× kanóny ADEN ráže 30 mm